# Tommy Vercetti
Thomas "Tommy" Vercetti es un personaje ficticio y protagonista del videojuego Grand Theft Auto: Vice City al que le da voz Ray Liotta. También es apodado El Carnicero de Harwood.

## Descripción
Tommy está basado en Tony Montana, protagonista de la película Scarface (cuya película es la mayor inspiración a la hora de crear el GTA Vice City). Junto con Claude Speed de GTA III y Niko Bellic de GTA IV, es considerado el tipo más duro de la saga Grand Theft Auto. Rudo y violento, Tommy prefiere resolver por la fuerza todos los problemas que se le crucen en el camino sin importar cual sea. Nunca demuestra remordimiento cuando mata a alguien y gracias a eso es que logra abrirse camino durante su estancia en Vice City, porque suele aplastar a sus enemigos sin ningún problema. No le gusta hacer favores, a menos que le favorezcan a él, aunque a veces tiene que hacerlo por dinero o ayudar a un amigo.
A pesar de ser un tipo muy arriesgado y decidido no es muy corpulento pero sí muy alto, según se ha podido estimar mide 1,93 metros, y tiene una edad de 35 años, se presume que aproximadamente habría nacido en el año 1951. Es generalmente conocido por el hecho de que no sabe nadar, el cual ha causado burlas en Internet (esto se debe a que la tecnología de la época no era lo suficientemente avanzada para lograr hacerlo nadar en el juego, sin embargo, él no es el único puesto que Claude Speed y Toni Cipriani tampoco saben nadar), pero lo más curioso de Tommy es que puede resistir caídas de una altura sumamente alta sin sufrir mucho daño, lo cual lo hace único entre todos los personajes de la saga.

## Historia

### Liberty City
La fecha de nacimiento de Thomas se sitúa en el año 1951, en la ciudad de Liberty City, donde vivía con su padre de ascendencia italiana, un trabajador de una imprenta totalmente legal que pertenecía a la familia Forelli. Thomas pasó su infancia junto con su padre ayudándolo a limpiar tambores de máquinas en su imprenta. Cuando Thomas era pequeño, su padre fue asesinado por una banda mafiosa (posiblemente haya sido la Familia Leone). Fue entonces cuando Tommy entró en la banda de los Forelli, una banda muy poderosa en Liberty City. Allí fue cuando conoció a Sonny Forelli, dedicándose a trabajos menores.
En 1971, para deshacerse de Tommy por alguna razón, Sonny ordena a Tommy a matar a un hombre en Harwood. El hombre ya había sido avisado por Sonny sobre su intento de asesinato, por lo que se armó con diez guardaespaldas. Tommy logra asesinar a todos, sin embargo, es arrestado y encarcelado durante quince años.

### Vice City
En 1986, Tommy es liberado, cosa inesperada por Sonny quien decide enviarlo a Vice City para expandir los negocios de la familia y pasado un tiempo, iría a visitarlo.
Posteriormente Tommy llega a Vice City junto con Harry y Lee, dos guardaespaldas de la familia Forelli. Allí son recogidos por Ken Rosenberg, un abogado que trabaja para la familia Forelli, Rosenberg ha organizado un intercambio en el puerto con los hermanos Victor y Lance Vance. Pero cuando se está efectuando el trato son sorprendidos por unos sicarios que matan a Harry, a Lee y Vic Vance, quedando solo vivo Lance, quien escapó en helicóptero, y Tommy, Ken Rosenberg, quienes escaparon del lugar en el coche de este último, quedando la droga y el dinero en poder de los sicarios. Ambos regresan a la oficina de Rosenberg, el cual está nervioso y asustado por lo que le pueda pasar tras el incidente, ya que Sonny no estará muy contento, Vercetti intenta calmarlo, le dice que le espere en su oficina y se marcha a su hotel. Una vez allí, llama a Sonny por teléfono para explicarle lo sucedido. Tras enterarse, Sonny enfurece, pero le da la oportunidad de que pueda recuperar el dinero. Vercetti, ahora sin opción, emprende la búsqueda del responsable del robo.
Para ello comienza por conocer a figuras importantes de la ciudad, como el coronel Cortez y Avery Carrington, un magnate inmobialiario, a los cuales Vercetti ayudará de una forma u otra, también ayudará a Giorgio Forelli, el hermano de Sonny, extorsionando a los miembros del jurado de su proceso judicial. Durante sus andanzas tropezará con Kent Paul, una especie de soplón que siempre está informado sobre lo que acontece en Vice City, gracias a él Vercetti dará con Leo Teal, un hombre que podría saber algo sobre el incidente durante el intercambio, será entonces cuando coincida con Lance Vance, el otro superviviente a la emboscada del intercambio, ya que él también estaba buscando pistas sobre el asesino de su hermano.
Luego de un par de trabajos para Cortez (entre los cuales se encuentra el asesinato de su mano derecha González, responsable de haber filtrado la información del intercambio), Vercetti conocerá a Ricardo Díaz, el traficante de droga más poderoso de Vice City, realizando encargos para él, varios de ellos junto a Lance Vance. Pero finalmente parece ser Díaz quien está detrás del sabotaje al trato entre los Vance y Vercetti, así que este comienza a planear la forma de eliminarlo, pero Lance, en su impulsividad, se adelanta y salta sobre Díaz, estropeando así el plan y siendo retenido y torturado, Vercetti se entera de esto mediante Kent Paul y decide rescatar a Lance, lo consigue y se cita con Lance, una vez lo curen, para acabar con Díaz, ya que todo el plan se había estropeado y debían hacerlo cuanto antes.
Una vez se encuentran, asaltan la mansión de Díaz, logrando eliminarlo a él y a varios de sus hombres. Es entonces cuando Vercetti decide tomar el control de la ciudad y forma su propia organización. Para tomar el control de la ciudad primero extorsiona a los negocios que anteriormente pagaban protección a Díaz, dejando claro a quien debían pagarle tras la muerte de este, una vez conseguido Vercetti comienza a comprar varias propiedades con las que hará negocio y podrá blanquear el dinero.
También conocerá a Umberto Robina, el líder de la banda cubana de Little Havana, y lo ayudará en su guerra contra los haitianos, pero también entablará contacto con Tía Poulet, una santera relacionada con la banda haitiana que controla a Vercetti mediante vudú y le obliga a realizar diversos trabajos, muchos de ellos en contra de los cubanos.
Además conocerá al grupo de rock Love Fist, los cuales van a dar un concierto en la ciudad, siendo Kent Paul el encargado de la organización del evento. Vercetti debe solucionarle algunos asuntos a la banda, por ejemplo proporcionándoles drogas y chicas, para lo que recurre a Mercedes Cortez, la hija del coronel, pero también se encargará de que la banda de moteros de Mitch Baker se ocupe de la seguridad en el concierto, ya que Paul no está dispuesto a pedírselo por ciertos problemillas que tuvo con la banda.
Vercetti también cometerá un atraco al Banco Corrupto Grande, con la ayuda de Phil Cassidy, Hilary King y Cam Jones. Posteriormente también ayudará a Phil en un par de asuntos.
En su carrera de adquisición de propiedades comprará el estudio de cine X: InterGlobal Films, y se ocupará de que las mediocres películas de Steve Scott (el único director con el que contaba el estudio) dejen de serlo, recurriendo de nuevo a Mercedes y también a la actriz pornográfica Candy Suxxx, también se ocupa de promocionar el estudio y poner fin a las nuevas barreras legales que prohibirían la distribución de las películas. También se hará con una imprenta, con ella comenzará a dedicarse a la falsificación de billetes, no sin antes obtener el material necesario.
Una vez Vercetti comenzara a hacerse con el control de la ciudad, comenzaría a recibir llamadas de Sonny Forelli exigiéndole su parte, así que finalmente Sonny envía a algunos de sus hombres para cobrar el "impuesto" a los negocios de Vercetti, pero cuando este se entera de esto, y de que cuando pasaron por la imprenta dejaron malherido a Earnest Kelly (el anciano trabajador de la imprenta que a Vercetti le recordaba a su padre), enfurece y sale a eliminar a los cobradores.
Tras esto, Sonny decide personarse en Vice City para reclamar lo que el considera suyo, pero Vercetti no está dispuesto a pagarle e imprime billetes falsos. Pero cuando Sonny llega ya sabe lo de los billetes, ya que Lance, quien se sentía excluido y sin crédito, decidió traicionar a Vercetti y contarle a Sonny el plan.
Todo desemboca en un enfrentamiento entre Sonny y Lance contra Vercetti, el cual sale victorioso de la batalla. Al terminar todo, se encuentra con Ken Rosenberg, a quien Tommy informa de lo ocurrido: ahora son sus propios jefes, y los dueños de Vice City.

## GTA San Andreas
En Grand Theft Auto: San Andreas, Tommy Vercetti es mencionado cuando Ken Rosenberg le llama tras haber pasado un tiempo en una clínica de desintoxicación en San Andreas, en el Fort Carson Medical Center. Justo cuando sale de la clínica, Ken llama por teléfono a Tommy para decirle que ya se ha recuperado de su adicción a las drogas, pero no logra ponerse en contacto con él, porque el hombre que se pone al otro lado del teléfono dice que no conoce a ningún Tommy Vercetti. Puede ser que Tommy no quisiese mantener su relación con Ken, que Tommy se mudara o incluso que hubiese muerto después de seis años en lo más alto de la escala criminal de Vice City. También, en la misión "The Meat Business", cuando Carl Johnson mata a algunos miembros de la Familia Sindacco, Ken se emociona y grita: "Tommy, como en los viejos tiempos", a lo que Carl Johnson pregunta "¿Quién cojones es Tommy?", sin recibir respuesta.